# Amalie Lindegård
Amalie Lindegård (født 12. september 1989 i København) er en dansk skuespillerinde. Lindegård blev uddannet fra Statens Teaterskole i 2014.
Lindegård har medvirket i flere danske film og kortfilm, og medvirker desuden i større og mindre roller i en række danske tv-serier. Den første rolle danskerne mødte Amalie Lindegård i, var som Claudia i Supervoksen tilbage i 2006.